# Macrodontia jolyi
Macrodontia jolyi är en skalbaggsart som beskrevs av Bleuzen 1994. Macrodontia jolyi ingår i släktet Macrodontia och familjen långhorningar.
Artens utbredningsområde är Venezuela. Inga underarter finns listade i Catalogue of Life.